# 히보두스
히보두스(Hybodus)는 쥐라기 전기에 유럽에서 서식한 어류(고대 상어)의 일종이다. 학명은 '혹이 있는 이빨(humped tooth)'이라는 의미를 갖고 있다. 전체 몸길이는 약 2m~2.5m정도 되었을 것으로 추정된다. 주로 작은 물고기를 사냥했으며 때로는 자신보다 엄청나게 거대한 경골어류를 습격하기도 했을 것이다. 그리고 혹은 방어하는데 쓰였을 것이다.